# Castell de Curull
El Castell de Curull és un edifici de Sant Pere de Torelló (Osona) declarada Bé Cultural d'Interès Nacional.

## Descripció
Escasses ruïnes al cim de la serra de Curull, a l'indret anomenat com a Puig de les Àligues. Les restes actualment molt arrasades i cobertes per la sedimentació natural i la vegetació correspondrien a una antiga fortificació medieval on a principis del segle XX es podia observar restes del que podria ser una torre i uns graons.

## Història
Aquest castell apareix documentat per primera vegada l'any 1020-1021, en el testament del comte de Besalú, Bernat Tallaferro. Estigué infeudat pels comtes de Barcelona a la família Besora però després passà al senescal Guillem Ramon i als Montcada.
A principis del segle xiv el castell passà a la família Milany que el 1373 el vengué a Roger de Malla. El 1563 els béns dels Malla foren cedits a la família Cartellà.